# I Hope
«I Hope» — песня американской кантри-группы Dixie Chicks, вышедшая 10 октября 2005 года с их седьмого студийного альбома Taking the Long Way (2006). Песню написали Марти Магуайр, Натали Мэнс, Эмили Робисон, Кевин Мур, продюсером был Рик Рубин.
В феврале 2006 года песня была номинирована на музыкальную премию Грэмми в двух категориях: Лучшая кантри-песня и Лучшее выступление кантри-группы с вокалом (где Dixie Chicks 5-кратные победители: в 1999 за «There’s Your Trouble», в 2000 за «Ready to Run», в 2003 за «Long Time Gone», в 2005 за «Top of the World» и в 2007 за «Not Ready to Make Nice»), но в итоге уступила обе своим конкурентам.

## Чарты
| Чарт (2006)                       | Высшая позиция |
| --------------------------------- | -------------- |
| США (Billboard Hot Country Songs) | 54             |

## Номинации
48-я церемония «Грэмми» (2006):
- Best Country Song (номинация)
- Best Country Performance by a Duo or Group with Vocal[англ.] (номинация)